# El Xúchitl, Álamo Temapache
El Xúchitl är en ort i Mexiko.   Den ligger i kommunen Álamo Temapache och delstaten Veracruz, i den sydöstra delen av landet, 230 km nordost om huvudstaden Mexico City. El Xúchitl ligger 14 meter över havet och antalet invånare är 280.
Terrängen runt El Xúchitl är platt. Runt El Xúchitl är det ganska tätbefolkat, med 65 invånare per kvadratkilometer. Närmaste större samhälle är Tuxpan de Rodríguez Cano, 17,4 km öster om El Xúchitl. Trakten runt El Xúchitl består till största delen av jordbruksmark.